# Stenume kryptala
Stenume kryptala är en insektsart som beskrevs av Medler 1999. Stenume kryptala ingår i släktet Stenume och familjen Flatidae. Inga underarter finns listade i Catalogue of Life.